# Заречное (Красногвардейский район)
Заре́чное  (до 1948 года  Тавмай; укр. Зарічне, крымскотат. Tovmay, Товмай) — село в Красногвардейском районе Республики Крым в составе Пятихатского сельского поселения (согласно административно-территориальному делению Украины — Пятихатского сельского совета Автономной Республики Крым).

## Население
| 2001 | 2014 |
| ---- | ---- |
| 216  | ↘171 |

Всеукраинская перепись 2001 года показала следующее распределение по носителям языка
| Язык             | Процент |
| ---------------- | ------- |
| русский          | 63,43   |
| крымскотатарский | 17,59   |
| украинский       | 15,28   |
| белорусский      | 2,78    |

### Динамика численности
| - 1805 год — 100 чел. - 1864 год — 37 чел. - 1902 год — 3 чел. - 1915 год — 54/42 чел. - 1926 год — 125 чел. | - 1939 год — 127 чел. - 1989 год — 247 чел. - 2001 год — 216 чел. - 2009 год — 192 чел. - 2014 год — 171 чел. |

## Современное состояние
На 2017 год в Заречном числится 2 улицы — Вишнёвая и Центральная; на 2009 год, по данным сельсовета, село занимало площадь 28,8 гектара на которой, в 82 дворах, проживало 192 человека. По данным Генерального плана на 2024 год площадь села составляет 30,9 га. В селе действует фельдшерско-акушерский пункт

## География
Заречное — село на юге района, у границы с Белогорским. Село находится в степном Крыму, на левой стороне Салгирской долины в нижнем течении, высота центра села над уровнем моря — 63 м. Соседние сёла: Пятихатка в 2,5 км на северо-запад и Анновка Белогорского района в 4,5 км на юг. Расстояние до райцентра — около 30 километров (по шоссе), ближайшая железнодорожная станция Элеваторная в 15 км. Транспортное сообщение осуществляется по региональной автодороге 35Н-245 Пятихатка — Заречное
протяжённостью 3,9 км (по украинской классификации — С-0-10634).

## История
Первое документальное упоминание села встречается в Камеральном Описании Крыма… 1784 года, судя по которому, в последний период Крымского ханства Токмай входил в Борулчанский кадылык Карасубазарского каймаканства. После присоединения Крыма к России (8) 19 апреля 1783 года, (8) 19 февраля 1784 года, именным указом Екатерины II сенату, на территории бывшего Крымского Ханства была образована Таврическая область и деревня была приписана к Симферопольскому уезду. После Павловских реформ, с 1796 по 1802 год, входила в Акмечетский уезд Новороссийской губернии. По новому административному делению, после создания 8 (20) октября 1802 года Таврической губернии, Товмай был включён в состав Табулдынской волости Симферопольского уезда.
По Ведомости о всех селениях в Симферопольском уезде состоящих с показанием в которой волости сколько числом дворов и душ… от 9 октября 1805 года, в деревне Токмай числилось 27 дворов и 100 жителей, исключительно крымских татар. На военно-топографической карте генерал-майора Мухина 1817 года обозначена деревня Томай без указания числа дворов. После реформы волостного деления 1829 года, согласно «Ведомости о казённых волостях Таврической губернии 1829 года», Такмай отнесли к Айтуганской волости (преобразованной из Табулдынской) После реформы волостного деления 1829 года деревня, согласно «Ведомости о казённых волостях Таврической губернии 1829 года», осталась в составе Кокчоракиятской волости. На карте 1836 года в деревне 141 дворов. Видимо, в результате эмиграции крымских татар, деревня заметно опустела и на карте 1842 года деревня Товмай обозначена условным знаком «малая деревня», то есть, менее 5 дворов.
В 1860-х годах, после земской реформы Александра II, деревню приписали к Зуйской волости. В «Списке населённых мест Таврической губернии по сведениям 1864 года», составленном по результатам VIII ревизии 1864 года, Товмай — владельческая татарская деревня с 5 дворами, 37 жителями и мечетью при колодцах. Согласно «Памятной книжке Таврической губернии за 1867 год», деревня Тавмай была покинута жителями в 1860—1864 годах, в результате эмиграции крымских татар, особенно массовой после Крымской войны 1853—1856 годов, в Турцию и оставалась в развалинах и на трёхверстовой карте Шуберта 1865—1876 года на месте деревни обозначен хутор Купчак. В «Памятной книге Таврической губернии 1889 года» уже не значится.
Возрождена, согласно энциклопедическому словарю «Немцы России», в 1905 году немцами лютеранами, выходцами из беловежских колоний, на приобретённых в собственность 1000 десятинах земли на территории Табулдинской волости, но, ещё в «…Памятной книжке Таврической губернии на 1902 год» записана деревня Товмай, приписанная к волости для счёта, в которой числилось 3 жителя в 1 домохозяйстве. По Статистическому справочнику Таврической губернии. Ч.II-я. Статистический очерк, выпуск шестой Симферопольский уезд, 1915 год, в деревне Товмай Табулдинской волости Симферопольского уезда числилось 8 дворов с немецким населением в количестве 54 человек приписных жителей и 42 — «посторонних», из которых 54 мужчины и 42 женщины. Жители владели 1539 десятинами удобной земли. В хозяйствах имелось 55 лошадей, 40 волов, 28 коров и 40 голов мелкого скота.
После установления в Крыму Советской власти и учреждения 18 октября 1921 года Крымской АССР, в составе Симферопольского уезда был образован Биюк-Онларский район, в состав которого включили село. В 1922 году уезды получили название округов. 11 октября 1923 года, согласно постановлению ВЦИК, в административное деление Крымской АССР были внесены изменения, в результате которых был ликвидирован Биюк-Онларский район и село включили в состав Симферопольского. Согласно Списку населённых пунктов Крымской АССР по Всесоюзной переписи 17 декабря 1926 года, в селе Согласно Списку населённых пунктов Крымской АССР по Всесоюзной переписи 17 декабря 1926 года, в селе Товмай, Бешуй-Элинского сельсовета (в котором село состоит всю дальнейшую историю) Симферопольского района, числился 21 двор, все крестьянские, население составляло 125 человек, из них 119 немцев, 4 русских, 1 украинец, 1 болгарин, действовала немецкая школа, Бешуй-Элинского сельсовета Симферопольского района, числился 21 двор, все крестьянские, население составляло 125 человек, из них 119 немцев, 4 русских, 1 украинец, 1 болгарин, действовала немецкая школа. Постановлением КрымЦИКа от 15 сентября 1930 года был вновь создан Биюк-Онларский район (указом Президиума Верховного Совета РСФСР № 621/6 от 14 декабря 1944 года переименованный в Октябрьский), теперь как немецкий национальный (лишённый статуса национального постановлением Оргбюро ЦК КПСС от 20 февраля 1939 года) и село включили в его состав. По данным всесоюзной переписи населения 1939 года в селе проживало 127 человек. Вскоре после начала Великой Отечественной войны, 18 августа 1941 года крымские немцы были выселены, сначала в Ставропольский край, а затем в Сибирь и северный Казахстан.
После освобождения Крыма от фашистов в апреле, 12 августа 1944 года было принято постановление № ГОКО-6372с «О переселении колхозников в районы Крыма» и в сентябре 1944 года в район приехали первые новоселы (57 семей) из Винницкой и Киевской областей, а в начале 1950-х годов последовала вторая волна переселенцев из различных областей Украины. С 25 июня 1946 года Товмай в составе Крымской области РСФСР. Указом Президиума Верховного Совета РСФСР от 18 мая 1948 года, Товмай переименовали в Заречное. 26 апреля 1954 года Крымская область была передана из состава РСФСР в состав УССР.
Указом Президиума Верховного Совета УССР «Об укрупнении сельских районов Крымской области», от 30 декабря 1962 года, Октябрьский район был упразднён и Заречное присоединили к Красногвардейскому району. По данным переписи 1989 года в селе проживало 247 человек. С 12 февраля 1991 года село в восстановленной Крымской АССР, 26 февраля 1992 года переименованной в Автономную Республику Крым. С 21 марта 2014 года в составе Крыма аннексировано Россией.